# Sergueï Grigoriev
Pour les articles homonymes, voir Grigoriev.
Sergueï Alexeïevitch Grigoriev (en russe : Сергей Алексеевич Григорьев, en ukrainien : Сергій Олексійович Григор'єв) est un artiste peintre soviétique d'Ukraine né à Louhansk le 5 juillet 1910, mort à Kiev le 9 avril 1988.

## Biographie
Le jeune Sergueï Grigoriev est en 1923 élève de l'école d'art de Zaporijia, en 1926-1927 des Vkhoutemas de Moscou, de 1928 à 1932 de l'Institut des beaux-arts de Kiev où il est l'élève de Fiodor Kritchevski et dont il sort diplômé pour s'installer à Kharkov. Il y est dans un premier temps peintre d'affiches de propagande (Nous donnerons du pain à notre pays) et illustrateur de livres pour les éditions Mistetsvo, puis en 1933 enseignant à l'Académie de design et d'art de Kharkov en même temps que sa peinture se constitue alors de paysages brossés sur le motif et de nus. Lorsqu'en 1934 Kiev devient la capitale de la République d'Ukraine, Sergueï Grigoriev y prend un poste de professeur-assistant à l'académie des beaux-arts.
Mobilisé au sein de l'Armée rouge de 1939 à 1947 (il devient membre du PCUS avec l'entrée en guerre de 1941), Grigoriev revient à l'Académie des beaux-arts de Kiev en tant que professeur et chef du département de dessin en 1947, puis de recteur de l'Académie de 1951 en 1955 où il dirige l'atelier de peinture de genre. Il est chef de la section peinture des artistes de l'Union soviétique de 1952 à 1957.
Mort le 9 avril 1988, Sergueï Grigoriev repose au cimetière Baïkov de Kiev.

## Expositions personnelles
- Rétrospective Sergueï Grigoriev, Musée national d'art d'Ukraine, Kiev, 2000.

## Expositions collectives
- Exposition d'art soviétique, Varsovie, 1933.
- Exposition de la vingtième année des travailleurs et paysans de l'Armée rouge, Moscou, 1938.
- L'industrie du socialisme, Moscou, 1939.
- Exposition d'art de toute l'Union, Moscou, 1947, 1949, 1950, 1951, 1955.
- Exposition nationale d'art, Kiev, 1987.
- Salon de l'art ukrainien, Kiev, 1988.

## Réception critique
- « Si l'on peut parler d'une "école ukrainienne", il en est sans conteste le chef de file. Il peint des sujets intimistes, des scènes d'intérieur, dans une technique traditionnelle. » - Dictionnaire Bénézit[1],[2].

## Musées et collections publiques
- Musée d'art de Kharkov, À la réunion, huile sur toile, 1947.
- Musée national d'art d'Ukraine, Kiev, Enfants sur la plage, huile sur toile, 1937 ; Portrait de femme, huile sur toile, 1939 ; École de musique pendant la guerre, aquarelle sur carton, 1945-1946 ; Portraits des artistes Tatiana Maximovitch et Georgy Stepanovitch Melikhov (1908-1985), huiles sur toiles, 1947 ; Portrait du Maréchal Ivan Koniev, huile sur toile, 1947 ; Admission dans le Komsomol, huile sur toile, 1949[3].
- Musée d'art moderne ukrainien, Kiev[4].
- Musée d'art russe, Kiev.
- Musée national de Lviv
- Galerie Tretiakov, Moscou, Le Gardien de but, huile sur toile.
- Musée d'art occidental et oriental, Odessa.
- Musée d'art de Poltava.
- Musée d'histoire locale de Zaporijia.
- Galerie nationale des beaux-arts, Sofia.
- Art Gallery Gekosso, Tokyo.

## Prix et distinctions
- Artiste émérite de la République d'Ukraine, 1949.
- Prix Staline : 
  - 1950, pour le tableau Admission dans le Komsomol (1949)
  - 1951, pour le tableau Le Gardien de but (1949)
- Artiste du Peuple de la République d'Ukraine, 1951.
- Membre de l'Académie des beaux-arts d'Union soviétique, 1958.
- Artiste du peuple de l'URSS, 1974.

## Élèves
- Mikhaïl Kokine (1921-2009), élève de Sergueï Grigoriev de 1948 à 1954[5].